# Mesophyletis calhouni
Mesophyletis calhouni is een keversoort uit de familie Ithyceridae. De wetenschappelijke naam van de soort is voor het eerst geldig gepubliceerd in 2006 door Poinar.